# Jean Ier de Dampierre
Jean Ier de Dampierre, né vers 1225 et mort en 1258, est le troisième fils de Guillaume II de Dampierre, seigneur de Dampierre dans le comté de Champagne, et de son épouse Marguerite de Flandre et de Hainaut, dame de Beaumont et future comtesse de Flandre et de Hainaut,.

## Biographie
À la mort de son père Guillaume II de Dampierre en 1231, son frère aîné Guillaume III de Dampierre devient à son tour seigneur de Dampierre. Puis celui-ci devient comte de Flandre associé à sa mère en 1247 tandis que son deuxième frère aîné Gui de Dampierre qui devient sire de Dampierre. Mais Guillaume III meurt en 1251 et Gui devient à son tour comte de Flandre, laissant la seigneurie de Dampierre au plus jeune des frères Jean Ier.
Jean de Dampierre obtient également de son père la charge de connétable de Champagne, mais doit reconnaître qu'il n'a sur ce titre aucun droit héréditaire, ainsi que sa part de la vicomté de Troyes.
Lors du second conflit de Succession de Flandre et du Hainaut, il combat avec son frère Gui de Dampierre, ainsi que leur beau-frère Thiébaut II de Bar, contre leurs frères-utérins Jean Ier et Baudoin d'Avesnes. Mais le 4 juillet 1253, à la bataille de Westkapelle, ils sont tous les trois fait prisonniers par les Avesnes et ne sont libérés que plus de trois ans plus tard, probablement vers novembre 1256.
Il meurt en 1258 et partage ses terres entre ses deux fils, l'aîné Jean II hérite de Dampierre, tandis que le puîné, Guillaume obtient Saint-Dizier.
Jean de Dampierre était un protecteurs des poètes, tout comme ses frères aînés, et le trouvère artésien Carasaus lui a dédié ces vers, :

« Chançon va-t-en maintenant

Dit à Jehan de Dampierre,

C'onques n'oi fors en sonjant

Joie de ma dame chière... »

ainsi que :

« Jehan de Dampierre di

Qu'il est de bien fère envie... »

## Mariage et enfants
Le 9 mars 1250, il épouse Laure de Lorraine, fille du duc de Lorraine Mathieu II et de son épouse Catherine de Limbourg, avec qui il a deux enfants, :
- Jean II de Dampierre, qui devient seigneur de Dampierre après son père, époux d'Isabelle de Brienne, fille d'Alphonse de Brienne, comte d'Eu, et de Marie d'Exoudun ;
- Guillaume IV de Dampierre, qui devient seigneur de Saint-Dizier après son père, époux de Jeanne de Salins, fille d’Étienne de Salins, seigneur de Rouvres, et de Jeanne de Vignory.

Après son veuvage, Laure de Lorraine épouse en secondes noces après 1266 Guillaume de Vergy, sire de Mirebeau et d'Autrey, mais ils n'ont pas de postérité ensemble.

## Sources
- Henri d'Arbois de Jubainville, Histoire des ducs et comtes de Champagne, tomes 4a et 4b, Paris, Librairie Auguste Durand, 1865 (lire en ligne).
- Charles Savetiez, Dampierre de l'Aube et ses seigneurs, 1884.
- Stéphane Maistre, Histoire de la maison de Dampierre, Paris, Victor Palmé, 1884 (lire en ligne).